# Dámaso Javier Vicente Blanco
Dámaso Francisco Javier Vicente Blanco, literariamente Javier Dámaso (Valladolid, abril de 1964) es un jurista, especialista en Derecho internacional privado, poeta, escritor y crítico literario español.

## Carrera académica e investigación
Dámaso J. Vicente Blanco es profesor de la Facultad de Derecho de la Universidad de Valladolid. Investiga en diversos campos del Derecho internacional privado, así como en áreas interdisciplinares como la informática jurídica, la tendencia de Derecho y literatura así como las relaciones entre el derecho y la antropología. Desde sus inicios examina la génesis de las normas jurídicas en los diferentes ámbitos estudio así como las construcciones sociales que produce el Derecho.
Ha publicado artículos científicos en libros revistas. Fue compilador y autor del libro La libertad del dinero (Germanía, Valencia, 2003), y codirigió, junto a Luis Díaz Viana, el volumen colectivo El patrimonio cultural inmaterial de Castilla y León: propuestas para un atlas etnográfico (CSIC, Madrid, 2016). Es director de la Cátedra de Patrimonio Cultural Inmaterial Europeo de la Universidad de Valladolid, así como del Doctorado en Ciencias Sociales de la Universidad de Mindelo en Cabo Verde.  Fue fundador de los Simposios de XML legislativo e Informática Jurídica Documental en España, como consecuencia de las investigaciones en el campo del XML jurídico y de la informática jurídica.

## Poesía y literatura de Javier Dámaso
Como ha señalado el escritor y crítico, Antonio Piedra, al lado de su trayectoria profesional, ha discurrido una permanente inquietud artística que, ya a principios de los ochenta, quedó plasmada en verso. Pero no sólo es poesía lo que aflora, pues en esa época fue también actor (1981-1985) y director escénico (1983-1985) de la Compañía de Teatro Aristófanes de Valladolid. En abril de 1988 organizó y dirigió las Primeras Jornadas de Poesía en la Universidad. Desde el año 2017 organiza anualmente, con el Ayuntamiento de Valladolid, las Jornadas de Poesía en Valladolid. Pertenece, poéticamente, a la llamada generación de la transición de Valladolid, de los años 80, algunos de cuyos autores aparecen en la antología Sentados o de pie'. Nueve poetas en su sitio (Fundación Jorge Guillén, Valladolid, 2013), junto con Luis Díaz Viana, Luis Alonso, Eduardo Fraile, Luis Ángel Lobato, Luis Santana, Carlos Medrano, Luis del Álamo y Mario Pérez Antolín.
En 2011 obtuvo el Segundo accésit del I Premio Francisco Pino de Poesía Experimental, por un conjunto de cinco poemas titulado Incluso sin palabras. Ha editado, además, Tras el cercado, Editorial Páramo, 2016 (junto a dibujos de J.C. Sanz Belloso); y Frágil Refugio (libro de autor, junto con creadores plásticos), 'Proyecto Arte', Valladolid, 2016; Poesía en Vivo, Editorial Páramo, Valladolid, 2017; en la de poetas de Valladolid, de la 'Revista Piedra del Molino', n.º 28, Arcos de la Frontera, Cádiz, primavera de 2018; y como expresión de la influencia de la generación Beat en España, en la antología de la revista Alameda 39, n.º 4, Huelva, octubre de 2018. Ha publicado también en diversas revistas españolas y realizado colaboraciones con artistas y creadores, así como participado en exposiciones artísticas colectivas con poesía visual. Ha realizado lecturas y presentaciones de sus libros y poemas, entre otros, en Buenos Aires, Lima, Trujillo (Perú), Azul (Argentina), Barcelona, Madrid y otras ciudades españolas.
También ha publicado los textos narrativos Un cuadro a modo de marco (Revista DDOOSS, Cuatro Ediciones, Valladolid, 1996); Mi Lima no era así (Oceanum, año 1, n.º 1, septiembre de 2018) y Una bocallave en el regreso  (en A pedir de Boca, Bocallave/Diputación de Valladolid, Valladolid, 2009). 
Es autor de la obra teatral Auto de San Antolín, firmada con el seudónimo de 'Román Atienza' (UNED, Palencia, 1998).

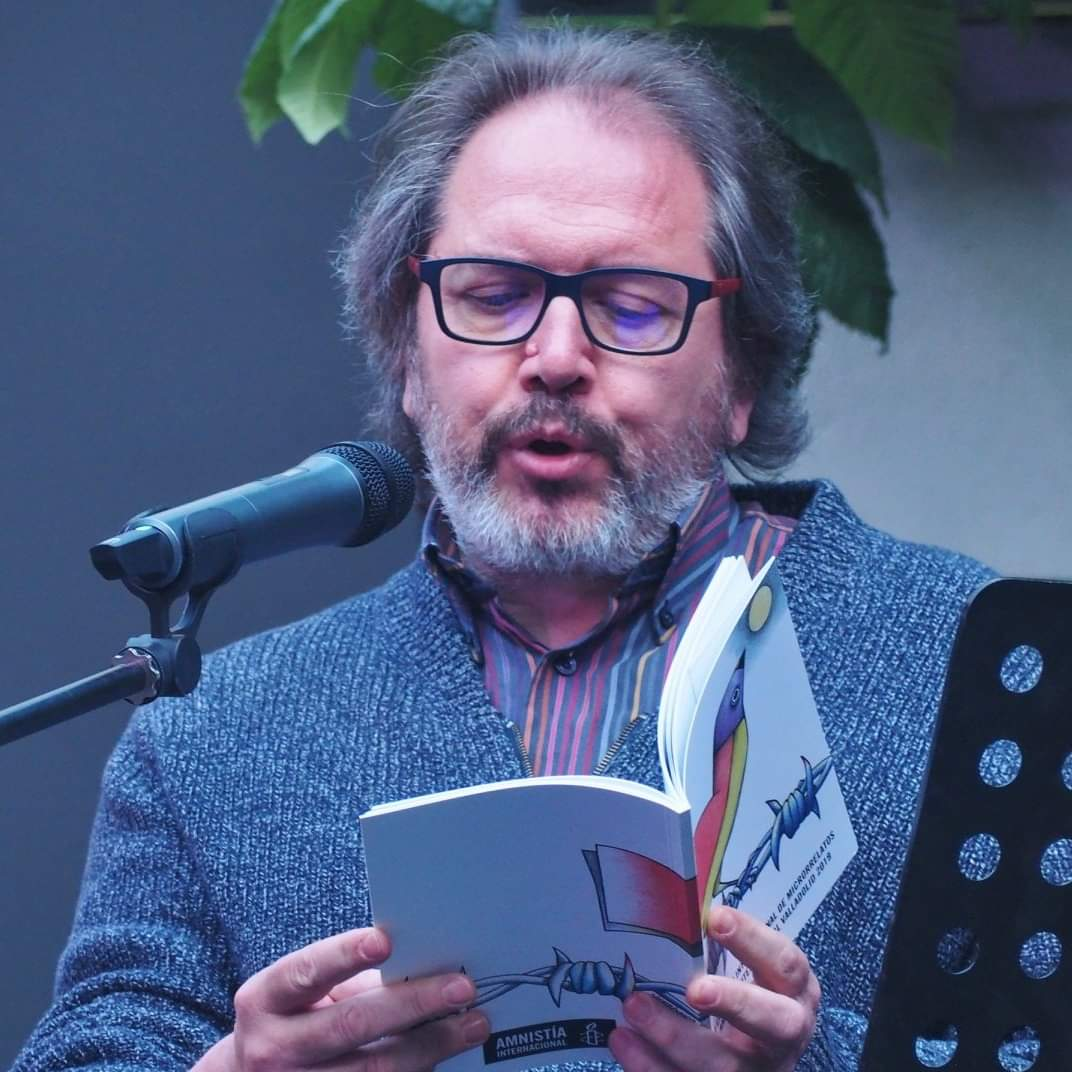
Javier Dámaso en 2019, fotografía de Elena Parrilla

### Crítica y poética
Varios poetas y escritores han realizado críticas y descrito la poética de Javier Dámaso. Así el poeta cacereño Álvaro Valverde señala que el autor escribe una Poesía civil, en el más hondo sentido, de héroes, los menos, y vencidos, los más. Pedro Ojeda señala que es un poeta de interesante y creciente trayectoria, que abarca desde la poesía más experimental a la más comprometida social e ideológicamente, como se aprecia en títulos como La edad de hierro (2014), Incluso sin palabras (2015), Viajero inmóvil (2017) o el que hasta ahora es la obra clave para explicar su quehacer poético, El ángel de la tempestad (2018).
Para la poeta argentina Eugenia Cabral la obra contiene Poemas construidos con la honestidad de un lector que habla a otros lectores, no a consumidores de libros. La repetición de los modelos, las situaciones, las estructuras, aquí y allá, antes y ahora, se corresponde con múltiples construcciones verbales especulares, con las isotopías de sonido y de sentido que encontramos en casi todos sus poemas. Los sonidos se replican, Como se replican las tragedias y las tragicomedias. El amor no, el amor siempre es excepcional, es único.
Yulino Dávila, poeta peruano del grupo Hora Zero, considera que Si César Vallejo pone de manifiesto el dolor humano como el gen poético que teje la arquitectura de su obra, Javier Dámaso pone de manifiesto el error humano como tejido celular que elabora el tiempo presente, y que sirve como motor para elaborar ese balance incómodo en el tejado de la justicia humana y sus mecanismos que nos alcanzan hoy por hoy.
El escritor y antropólogo Luis Díaz Viana comenta que En Javier Dámaso, preocupado por la justicia (y sobre todo la injusticia) casi más que por cualquier otra cosa, escribir es una forma directa de ajustar cuentas con el mundo. Y consigo mismo. Derecho y poesía no son actividades que estén aparte en su trayectoria. Esa es su singularidad. Y de ahí el antiguo linaje de sus versos, pues si atendemos a lo que se cuenta de los legisladores más remotos de Occidente sabremos que las leyes se transmitían oralmente, medidas y pautadas como los poemas homéricos.
Antonio Piedra considera que Nos hemos encontrado con un creador maduro, y de sensibilidades muy ajustadas a eso que llamaba Juan Ramón Jiménez «vivir en guerra dentro de nosotros mismos». La batalla de Dámaso ha sido realmente sin cuartel. Primero. como profesor universito del Derecho internacional. Segundo, como testigo de una política comprometida, hoy en retirada Y tercero como poeta de raíces vanguardistas que. en la maestría de los grandes poetas vallisoletanos -sobre todo Pino y Guilllén-. ha cimentado en soledad constructiva su propia poética.
El escritor Mario Pérez Antolín escribe: Huye, y hace bien, el autor, (…) de los caminos ya transitados y de las tradiciones suficientemente manidas, apostando por una forma de decir el poema innovadora y creativa; coherente, en cualquier caso, con el contenido que se nos muestra. Una poesía a caballo entre lo civil y lo existencial no admitiría preciosismos ampulosos ni excesos verbales. No es de extrañar, pues, que el autor se decante por la claridad y la contención, justo el camino, como saben los buenos lectores, más interesante y provechoso.
El crítico literario gallego Francisco Martínez Bouzas argumenta que “Poemas y versos que participan en buena medida de la estética esencialista. Poesía esencial, desnuda, pero fundamentalmente impura, como se ha escrito sobre la obra lírica de Javier Dámaso, porque apuesta por el sentimiento, más que por la razón. Ajena a retóricas, barroquismos y vanos artificios. Erguida con formas desnudas, con el gusto por la palabra exacta, sin acumulación de “estorbos” como moralidades y fines monitorios.

## Obra poética
Javier Dámaso ha publicado los siguientes libros de poesía, por cronología de escritura:
- Objeto para destruir (1981-1986), Servicio de Publicaciones de la Universidad de Valladolid, ISBN 978-84-1320-053-8, 2019.[31][32]
- Incluso sin palabras (1987-1991)”, Editorial Páramo, Valladolid, ISBN 978-84-9436-627-7, 2015.[33][34][35][36]
- Viajero inmóvil (1992-2001), Editorial Enkuadres, Valencia, ISBN 978-84-9462-294-6, 2017.[37][26][38]
- La Edad de Hierro (2002-2013), Fundación Jorge Guillén, Valladolid, ISBN 978-84-15046-24-0, 2014.[39][40][41][21][42]
- El ángel de la tempestad, Editorial Páramo, Valladolid, ISBN 978-84-9484-031-9, abril de 2018.[43][23][44][45][46]
  - El ángel de la tempestad, Editorial Gato Viejo, Lima, Perú, octubre de 2018.
- Del desamor y de las furias, Editorial Páramo, Valladolid, ISBN 978-84-120484-7-6, octubre de 2020. (también editado en 'Ejemplar Único', Valencia, enero de 2020, 25 ejemplares numerados).[47][48][49][50][51][52][53]
- Esto es un grito (poesía visual), Editorial Páramo, Valladolid, ISBN 9788412600049. 2023. Exposición en Galería Espacio Abierto, Valladolid, 19 de enero a 25 de febrero.[54][55][56]